# Microsoft Power Fx
Microsoft Power Fx是一种低階、通用的编程语言。  
该编程语言於Ignite 2021上首次公布，规范于2021年3月发布。 由於Microsoft Power Fx有點类似於電子試算表，所以門檻較低，特別對於Excel用户來說，他們上手更容易。Power Fx也受到Pascal語言、Wolfram Mathematica和Miranda等编程语言和工具的影响。
Power Fx语言是由Vijay Mital、Robin Abraham、Shon Katzenberger和Darryl Rubin领导的微软团队开发。Power Fx将作为开源软件提供。 不過截至2021年7月，Microsoft Power Fx只有文档是开源的。 2021年11月2日，微軟將Power Fx 的源代码上传到了 GitHub，即Power Fx正式開放源代碼。